# Dragomir Vukobratović
Dragomir Vukobratović (Дpaгoмиp Bукoбpaтoвић; sinh 12 tháng 5 năm 1988 ở Karlovac, Croatia, Nam Tư) là một cầu thủ bóng đá Serbia đá cho Górnik Łęczna.
Dragomir Vukobratović có tiến bộ đáng kể ở FK Vojvodina.